# Freddy Mayola
Freddy Mayola, född den 1 november 1977, är en kubansk friidrottare som tävlar i kortdistanslöpning.
Mayola deltog vid Panamerikanska spelen 1999 där han blev tvåa på 100 meter på tiden 10,10. Vid VM 1999 i Sevilla blev han utslagen i kvartsfinalen. Han deltog även vid Olympiska sommarspelen 2000 där han blev utslagen i försöken. Däremot deltog han i det kubanska stafettlaget på 4 x 100 meter som blev bronsmedaljörer.

## Personliga rekord
- 60 meter - 6,49
- 100 meter - 10,10